# Niklas Nusser von Nussegg
Niklas Nusser von Nussegg (* um 1581; † um 1662) war ein kaiserlicher Kammerdiener, Rat und von 1633 bis 1657 Rentmeister in Mähren.

## Leben
Er stammte aus einer Familie des Briefadels und führte das gleiche Wappen wie die Nusser von Nussegg im schwäbischen Günzburg. Am 23. Februar 1623 verlieh ihm Kaiser Ferdinand II. in Regensburg einen Adelsbrief und Wappenbesserung, damit verbunden die Rotwachsfreiheit, die Befreiung von bürgerlichen Ämtern, den kaiserlichen Schutz und Schirm und Diensttitel. 1623 kaufte Nusser von der königlichen Kammer die konfiszierten mährischen Güter Neuschloss, Milonitz und Schardiczka. Der Kaufpreis betrug 8.598 Gulden. Am 17. November 1629 erhielt Nusser vom polnischen König einen Gnadenbrief, dem ihm lebenslang jährlich drei Bänke Salz aus dessen Bergwerk mautfrei zusicherte.
Nusser stand 54 Jahre im Dienst des Kaiserhauses und kam laut eigener Aussage wegen seines wegen Untreue verhafteten Amtsverwalters und Gegenschreibers Erasmus Prehauser in Schwierigkeiten. Prehauser, der seit 1629 beim mährischen Rentamt angestellt und 1657 beim Aufkommen des Vorfalles bereits tot war, sowie Andreas Zazial war 1646 die Erhebung der sogenannten neuen Mittel übertragen worden, also die Auflage auf Verzehrungs- und andere Gegenstände. 1657 wurde Nusser vom Kaiser wegen Rechnungsmängeln bzw. Amtsmissbrauches seiner Funktion als Rentmeister enthoben. Am 7. Februar 1657 wies ihm der Kaiser das kaiserliche Münzhaus in Brünn als Wohnung zu, um dort seine nicht getätigten Amtsrechnungen abzuarbeiten und das Amt ordentlich an seinen Nachfolger zu übergeben. Da sich das Vorhaben verzögerte, beauftragte die Hofkammer die böhmische Hofkanzlei, seine Güter Neuschloss, Milonitz und Schardizka gerichtlich schätzen zu lassen. Für die Begleichung des Fehlbetrages bzw. Rechnungsüberschusses in Höhe von 45.185 Gulden stellte der Kaiser Nusser ein dreimonatliches Ultimatum. 1657 wurden seine beschlagnahmten Güter Neuschloss und Schardiczka, vom Kammerprokurator Peschat und dem neuen Rentmeister Anton von Haimb auf 48.866 Gulden geschätzt und 1660 dem k. k. Hofkammerpräsidenten Georg Ludwig Graf von Sinzendorf in die Landtafel überschrieben.
Aus Nussers Rechnungen von 1638 bis 1657 wies die Hofbuchhaltung am 4. Juni 1657 liquide Posten in Höhe von 45.185 Gulden nach, nicht bescheinigte Ausgaben in Höhe von 18.232 Gulden sowie für privatgeschäftliche Reisen und Liefergelder 2.110 Gulden. Am 18. Juni 1658 teilte die Hofkammer Nusser ein weiteres Mal Rechnungsmängel mit. Im Alter von 81 Jahren strebte er eine Wiederaufnahme seines Geldprozesses an, den Kaiser Leopold I. laut Hofkammerdekret vom 21. Februar 1662 ablehnte, jedoch Nusser auf Lebenszeit eine jährliche Provision von 500 Gulden zusprach, unter der Bedingung des Verzichtes seiner Erben auf jegliche Ansprüche. Kurze Zeit später starb er. 1663 bat sein Erbe Franz Niklas Nusser den Kaiser um die Überlassung des Münzmeisterhauses in Brünn, in Abschlag seiner Hofanforderungen. 1671 erscheint letzterer als Freihofbesitzer in Pausram. Nicolaus Nusser von Nußeck war der dritte Ehemann von Sybilla Renata von Schmelzing und Wernstein (* 1611; † 2. Juli 1672 in Etzelsdorf), welche in der Pfarrkriche Pichl im früheren Hausruckkreis Schmiding begraben wurde.